# De Muur (kunstwerk)
De Muur is een kunstwerk in de openbare ruimte in Amsterdam-Noord.
Het is een schepping van Alfred Eikelenboom (1936-2014), die er van 1984 tot 1986 aan werkte. In 1987 vond het een plaats op een veldje aan het IJplein, tussen de Meeuwenlaan en Gedempte Insteekhaven.

## Utopisch
De eerste versie van het werk bestond uit een rode stalen muur van ongeveer 15 meter lang en vier meter hoog. In het basisontwerp zaten 132 gaten en vijf sleuven. De kern bestond uit schuim. Het kunstwerk behoort tot de serie Utopische Modellen, een serie werken vanaf 1969, waarin de kunstenaar een aanval deed op de allesoverheersende kubusvorming (blokkendoos-architectuur) in de bouwwereld (lees: flatgebouwen). De Muur is daarom aan alle kanten afgerond. Ook de felrode kleur is een statement tegen de grijze saaiheid van dergelijke flats. 
De kunstenaar zei zelf dat het een 'barok' kunstwerk was en al kijkende naar het kunstwerk zou men het mooi gaan vinden. Hij voorspelde met enige zelfspot dat het de 'Eiffeltoren van Amsterdam-Noord' zou worden en vond het een van zijn meest geslaagde ontwerpen. Omwonenden vonden dat het object het uitzicht beperkte of bedierf en vonden dat "moderne kunst nu eenmaal niet mooi is". Het kunstwerk kreeg in de loop der jaren allerlei bijnamen: Klaagmuur (in de openingen werden briefjes aangetroffen), Rode Matras en Roze Ligakoek.

## Renovatie
In de loop der jaren raakte het object in verval. Door inwerking van het klimaat brokkelde het langzaam af en er was onvoldoende onderhoud. Een nabestaande van de kunstenaar en de gemeente Amsterdam raakten in gesprek over de toekomst van het beeld. Uitkomst was dat er een nieuwe versie van De Muur werd gemaakt. Dit keer geheel van kunststof. De nieuwe versie werd in december 2020 geplaatst. Buurtbewoners vonden dat het gespendeerde bedrag, 210.000 euro, wel beter gebruikt had kunnen worden en dat het kunstwerk nog steeds het uitzicht belemmerde en verstoorde. Bij nadere beschouwing constateerden dezelfde buurtbewoners ook dat ze hem wellicht zouden missen als het beeld er niet meer zou staan. Voor mensen van een hele generatie was het inmiddels een 'ijkpunt' in hun leven, omdat ze er mee opgegroeiden.

## Afbeeldingen

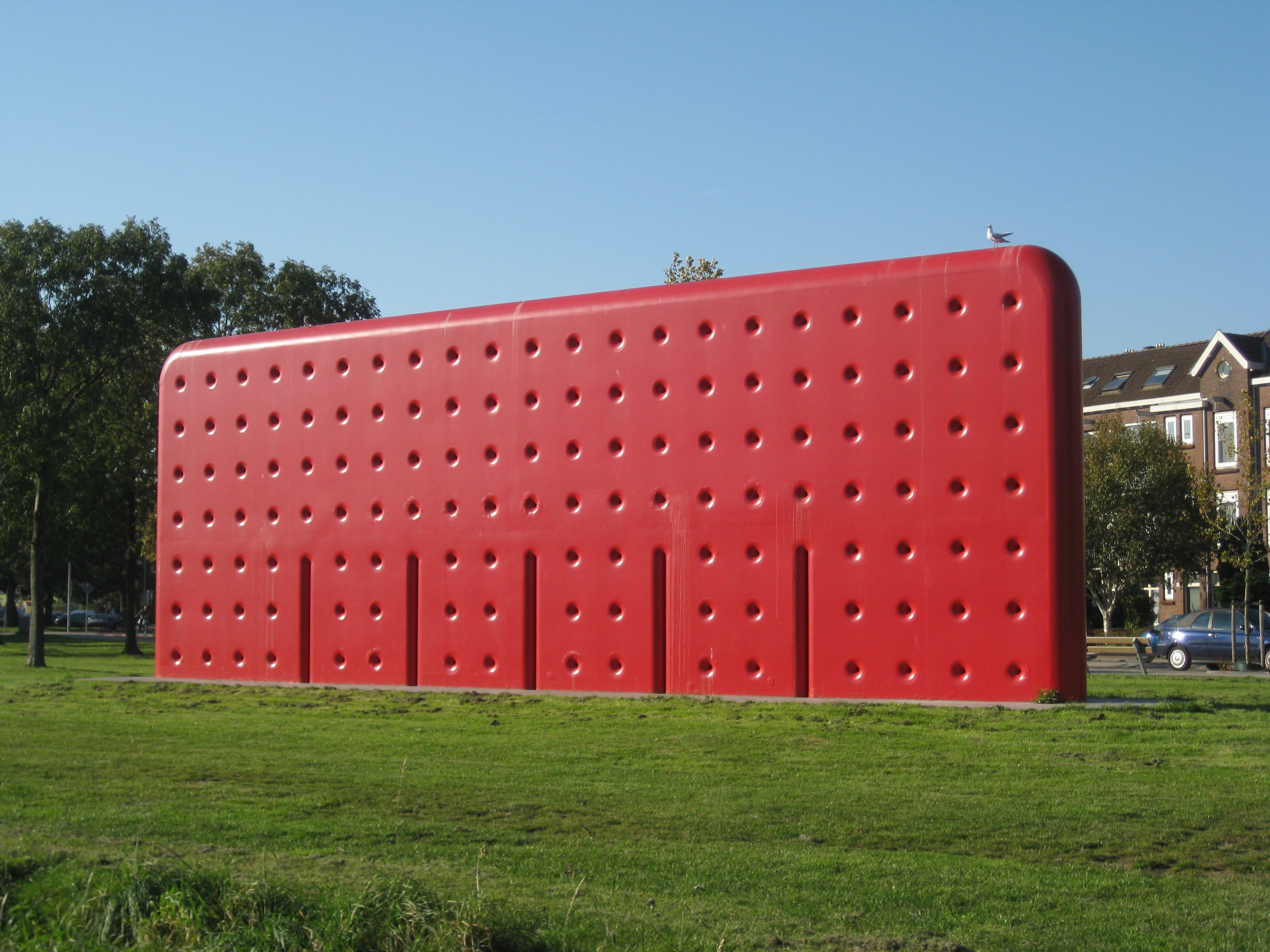
De oude muur in 2011
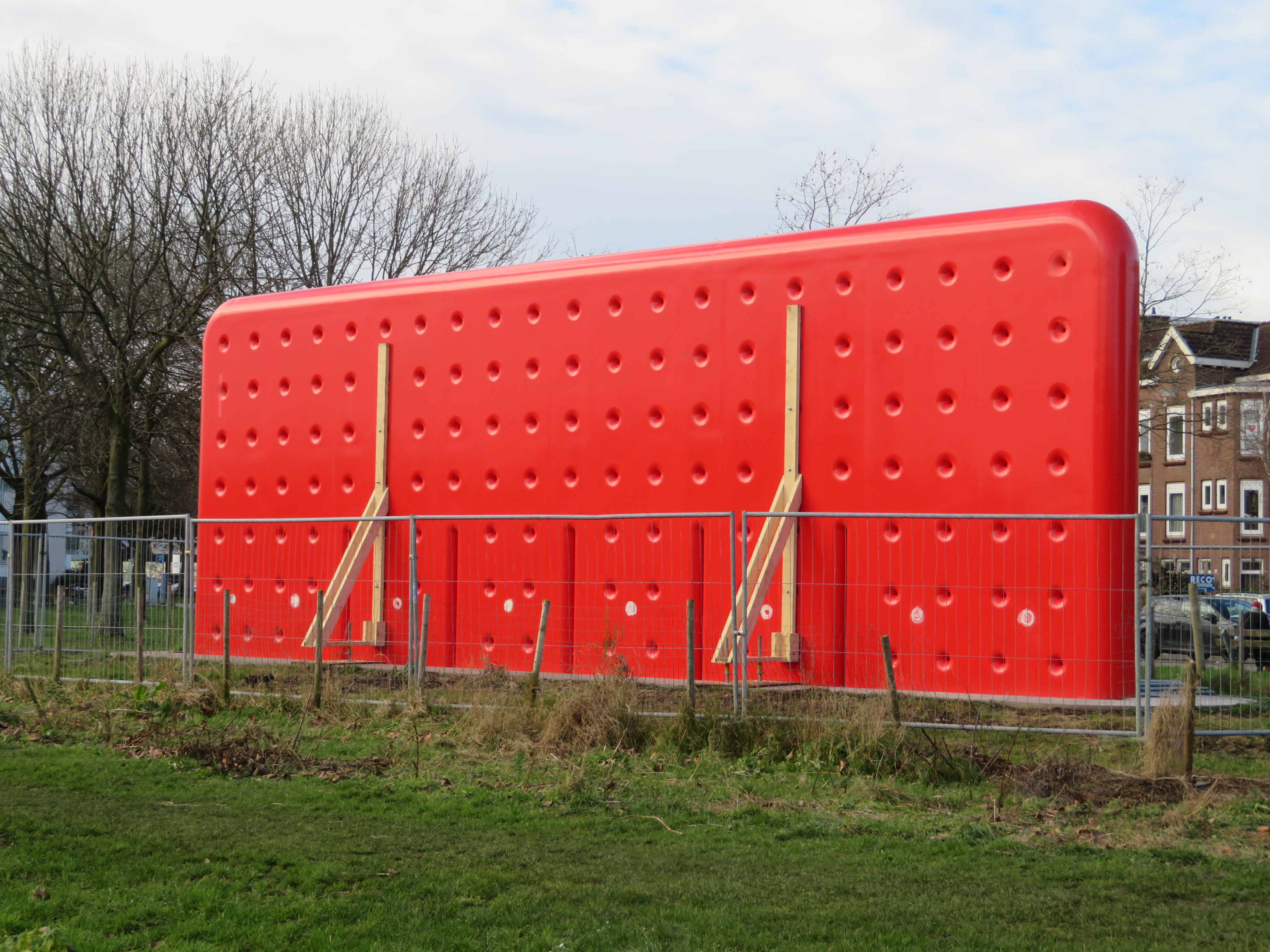
De nieuwe muur (januari 2021)
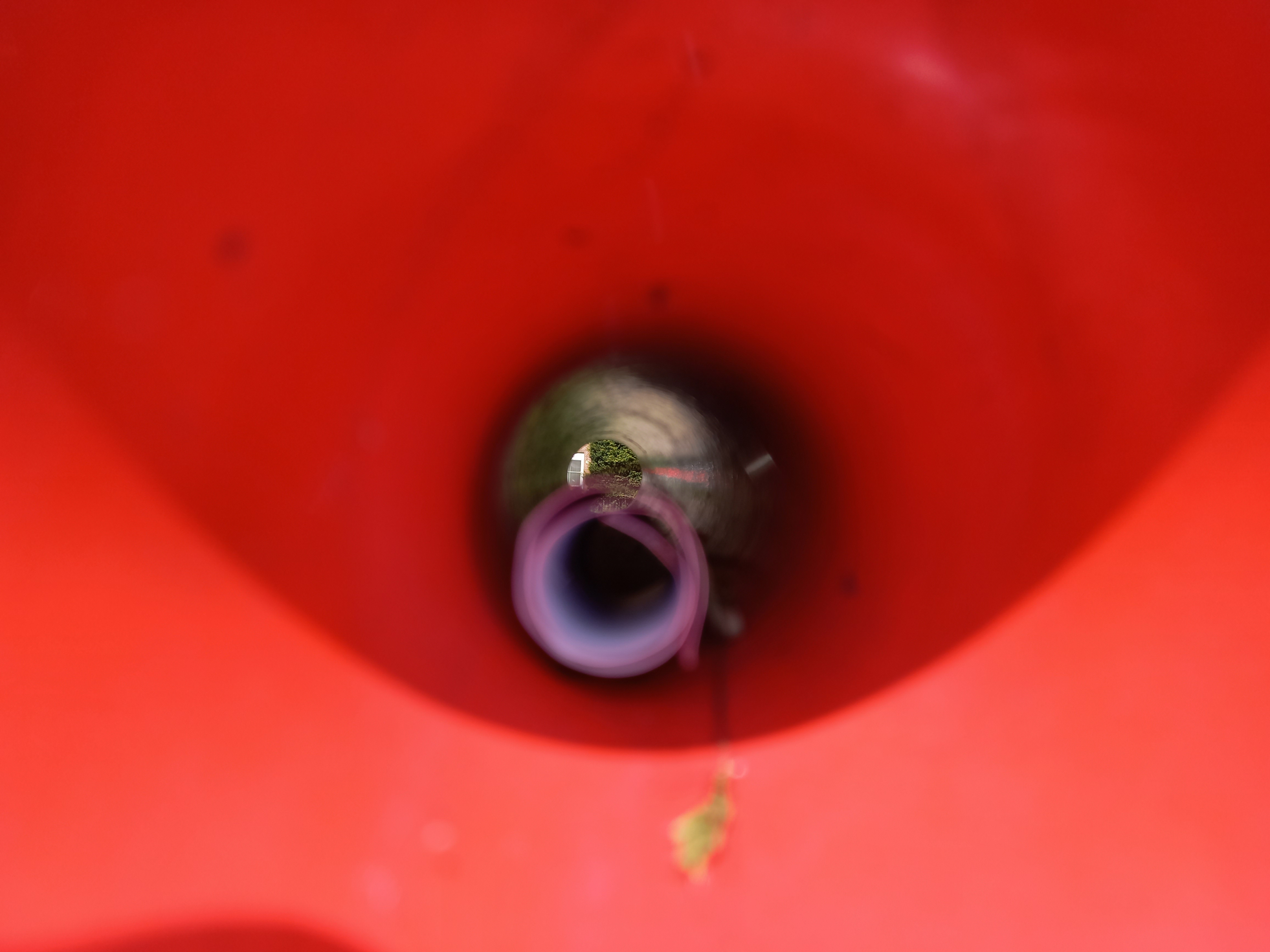
Als 'klaagmuur' (mei 2022)